# فخرآفاق پارسا
فخرآفاق پارسا (۱۲۷۷ تهران - ۱۳۵۸) روزنامه‌نگار دوران مشروطیت و از فعالان جنبش زنان در ایران بود. وی مادر فرخ‌رو پارسا، اولین وزیر زن ایرانی در کابینهٔ امیرعباس هویدا بود.
او که مدیر مسئول جهان زنان بود، نخستین زن روزنامه‌نگار در تاریخ ایران است که تبعید شده‌است. او دو سال در تبعید به سر برد و در بازگشت به عضویت جمعیت نسوان وطنخواه درآمد.

## جهان زنان
مجله «جهان زنان» ابتدا در سال ۱۲۹۹ با هدف «تفهیم لزوم تعلیم و تعلم زنان» و «آشنا کردن آنان به حقوقشان» توسط فرخ‌دین پارسا و همسرش فخرآفاق پارسا در مشهد منتشر شد.
این نشریه که ابتدا هر دو هفته یک بار منتشر می‌شد به موضوعات مربوط به آزادی زنان به سبک اروپایی و تساوی حقوق می‌پرداخت.
نخستین شمارهٔ این مجله که با مدیریت فخرآفاق پارسا منتشر شد، لحنی میانه و معتدل در مورد تحصیل زنان و ضرورت آموزش آن‌ها داشت اما پس از انتشار سرمقاله‌ای در مورد حقوق مساوی زنان و مردان، تعدادی به ضدیت با او برخاستند. برخی اراذل و اوباش هم به حمایت کسانی که او را به ضدیت با دین محکوم کرده بودند، خانه‌اش را غارت کردند.

## مقالات دردسرساز

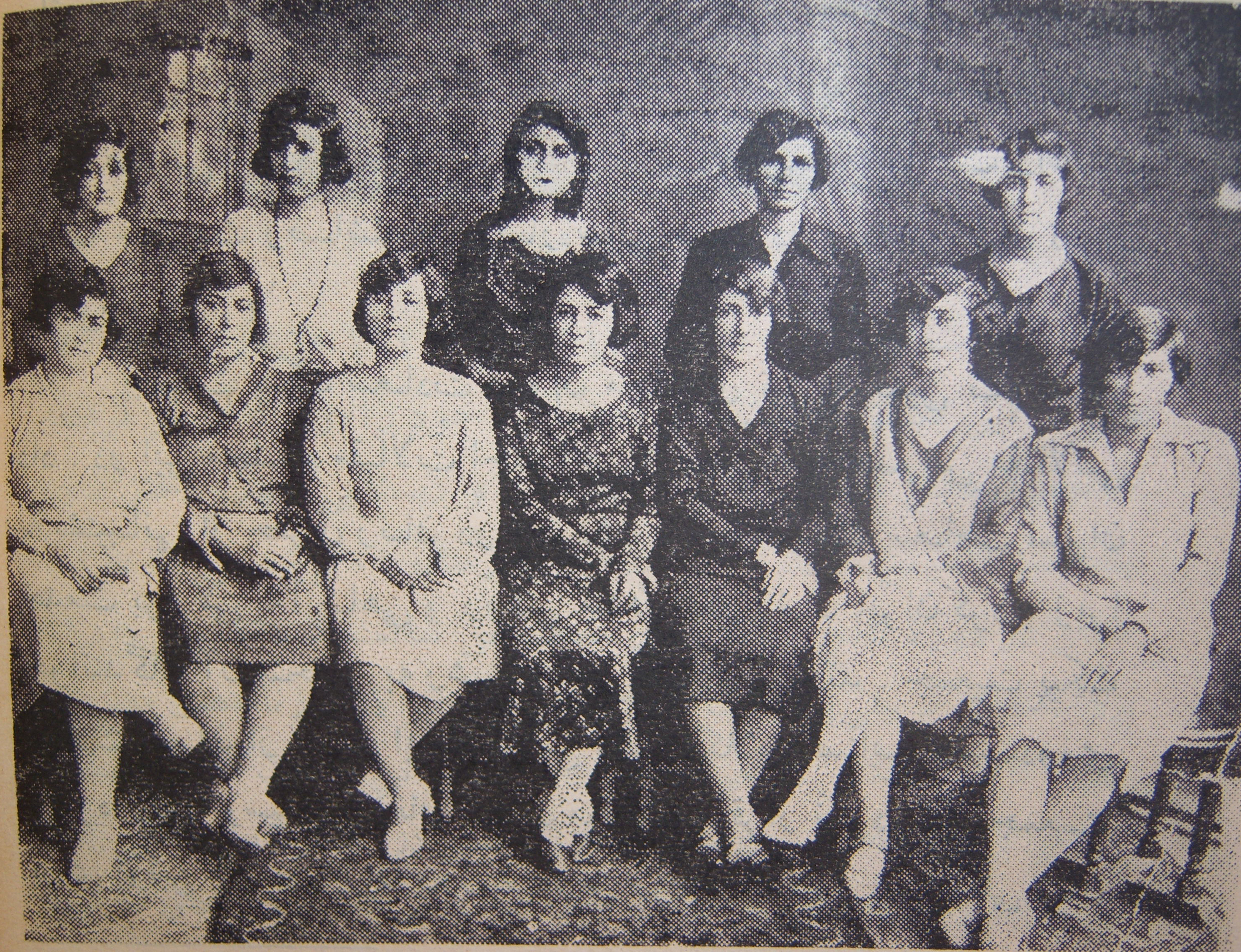
نشسته از چپ به راست: فخرآفاق پارسا، ملوک اسکندری، کبری چنانی، مستوره افشار، نصرت مشیری، صفیه اسکندری، عصمت‌الملوک شریفی - ایستاده: مهرانگیز اسکندری، بانو چنانی، هایده افشار، عباسه پایور، قدیسه مشیری اعضای جمعیت نسوان وطنخواه

فخرآفاق پارسا، در چهارمین شماره از انتشار نشریه «جهان زنان» دو مقاله نوشت که برایش مشکلات و دردسرهای بسیار ایجاد کرد. این دو مقاله با عنوان ضرورت تحصیل دختران، آلام روحی زنان و ضرورت بازنگری در قانون ازدواج، خشم روحانیان را برانگیخت و موجب تبعید و مشکلات بسیاری برای او و خانواده‌اش شد.

## تبعید
پس از انتشار مقالات دردسرساز در مشهد، پنجمین شمارهٔ مجله «جهان زنان» در تهران منتشر شد. انتشار مقاله‌ای با عنوان «از حالا» در این شماره با مضمون دعوت زنان برای همکاری با مردان چنان غوغایی بر پا کرد که مدیر و سردبیر مجله (فرخ‌دین و فخرآفاق پارسا) را به اتهام مخالفت با دین به اراک تبعید کردند.
پس از تبعید، روحانیون اراک وی را دشمن اسلام معرفی کردند و فخر آفاق با شنیدن خبر اعدام چند نفر به خاطر پاک‌سازی مذهبی در اراک، همراه با خانواده‌اش به قم گریخت و توانست با هماهنگی با مقامات دولتی، دوران تبعید را در قم بگذراند.

## درگذشت
فخرآفاق پارسا در بهمن ۱۳۵۸ شاهد دستگیری و زندان شدن فرزندش فرخ‌رو پارسا بود. چند هفته‌ای پس از دستگیری فرزندش زنده نماند و یک ماه پس از دستگیری وی چشم از جهان فروبست و به این ترتیب شاهد محاکمه و اعدام فرزندش در اردیبهشت سال ۱۳۵۹ توسط دادگاه انقلاب نبود.